# Naomi Ruele
Naomi Qutilah Keneilwe Ruele (Gaborone, 13 de janeiro de 1997) é uma nadadora botswanesa.

## Carreira

### Rio 2016
Ruele competiu nos 50 m livre feminino nos Jogos Olímpicos de Verão de 2016, sendo eliminada nas eliminatórias.